# Cantonul Fontaine-le-Dun
Cantonul Fontaine-le-Dun este un canton din arondismentul Dieppe, departamentul Seine-Maritime, regiunea Haute-Normandie, Franța.

## Comune
| Comune                      | Populație (1999) | Cod poștal | Cod INSEE |
| --------------------------- | ---------------- | ---------- | --------- |
| Angiens                     | 625              | 76740      | 76015     |
| Anglesqueville-la-Bras-Long | 135              | 76740      | 76016     |
| Autigny                     | 224              | 76740      | 76040     |
| Bourville                   | 313              | 76740      | 76134     |
| Brametot                    | 173              | 76740      | 76140     |
| La Chapelle-sur-Dun         | 207              | 76740      | 76172     |
| Crasville-la-Rocquefort     | 269              | 76740      | 76190     |
| Ermenouville                | 154              | 76740      | 76241     |
| Fontaine-le-Dun             | 978              | 76740      | 76272     |
| La Gaillarde                | 415              | 76740      | 76294     |
| Héberville                  | 115              | 76740      | 76353     |
| Houdetot                    | 135              | 76740      | 76365     |
| Saint-Aubin-sur-Mer         | 280              | 76740      | 76564     |
| Saint-Pierre-le-Vieux       | 203              | 76740      | 76641     |
| Saint-Pierre-le-Viger       | 274              | 76740      | 76642     |
| Sotteville-sur-Mer          | 388              | 76740      | 76683     |